# Bauakustik
Bauakustik ist ein Gebiet der Bauphysik bzw. der Akustik, das sich mit der Auswirkung der baulichen Gegebenheiten auf die Schallausbreitung zwischen den Räumen eines Gebäudes bzw. zwischen dem Rauminneren und der Außenwelt beschäftigt.

## Schwerpunkte
Die Bauakustik beschäftigt sich im Wesentlichen mit der Übertragung von Luftschall und Körperschall von und durch Bauteile. Während sich die Luftschall-Wellen als Druckschwankungen im Raum ausbreiten, pflanzt sich der Körperschall – meist in Form von Biegewellen – entlang der Baukonstruktion fort. Biegewellen wiederum bewirken Luftschall-Abstrahlung und werden somit hörbar. Wird in einem Raum Luftschall erzeugt, werden seine Wände und Decken zu Schwingungen angeregt, die ihrerseits Luftteilchen des Nachbarraums zu Schwingungen, d. h. also zu Luftschall anregen. Bei diesem Übertragungsvorgang des Luftschalls von einem Raum zum anderen Raum spricht man von Luftschall-Übertragung. Davon zu unterscheiden ist die Körperschall-Einleitung. Wird z. B. mit einem Hammer an eine Wand geklopft, so wird diese dadurch ebenfalls in Schwingungen versetzt, die wieder zu entsprechenden Schwingungen der Luftteilchen im Nachbarraum, also zu Luftschall führen. Man spricht in diesem Fall von einer Körperschall-Übertragung in den Nachbarraum. Neben der Berechnung der Schalldämmung sind auch messtechnische Untersuchungen ein Bestandteil.
Neben den klassischen Gebieten Luftschallschutz (Schalldämmung: Schalldämmmaß) und Trittschallschutz (Trittschalldämmung: Norm-Trittschallpegel) hat das gesamte Gebiet des Körperschalls eine bedeutende Rolle bekommen.
Zu den „moderneren“ Gebieten der Bauakustik zählt vor allem die Schallentstehung und -übertragung durch Sanitärinstallationen und die genaue Vorherberechnung des zu erwartenden Schallschutzes mittels analytischer (mathematisch-physikalische Herleitung) oder numerischer (zum Beispiel Finite Elemente) Verfahren. Früher wurden in der Regel empirische Verfahren entwickelt, die aus messtechnischen Untersuchungen stammten.
Zur praktischen Anwendung und zur Auslegung von Bauteilen gibt es die DIN 4109, die DIN EN 12354, die VDI-Richtlinie 4100 und zahlreiche weitere Regelwerke.
Die Bauakustik ist eng mit der Raumakustik verbunden, da der Schalldruckpegel in einem Raum von den raumakustischen Eigenschaften (u. a. Nachhallzeit) abhängt.

## Übertragungsmechanismen
Alle Übertragungsmechanismen durch Bauteile können mittels Anregbarkeit (Eingangsadmittanz oder Eingangsimpedanz), Übertragungsverhalten (Transferadmittanz oder Transferimpedanz) und Abstrahlverhalten (Abstrahlgrad) des Schalls einer Struktur (Körper) beschrieben werden.
Hierbei muss zwischen verschiedenen Wellenarten unterschieden werden: Dehnwellen (Quasilongitudinalwellen, Amplitude in Ausbreitungsrichtung), Biegewellen (Transversalwellen, Amplitude orthogonal zur Ausbreitungsrichtung), Torsionswellen, Ringwellen, Oberflächenwellen und (Rayleighwellen).
Besonderen Einfluss auf die Schallübertragung durch ein Bauteil haben die Resonanzfrequenzen des durch das Bauteil dargestellten Masse-Feder-Systems, die Koinzidenzfrequenz (auch Koinzidenzgrenzfrequenz) (Biegewellenlänge entspricht der Dehnwellenlänge der Luft), die flächenbezogene Masse (Dicke × Rohdichte) und der Verlustfaktor.

## Geschichte
Wegbereiter der Bauakustik in Deutschland waren unter anderem Karl Gösele, Lothar Cremer, Manfred Heckl, Peter Lutz und Wolfgang Fasold. 

In anderen Ländern waren es unter anderem Leo Beranek (1914–2016, USA) und Franz Max Osswald (Schweiz). Osswald gründete 1929 das Akustiklabor an der ETH Zürich.